# 加勒德縣
加勒德县（英語：Garrard County）是位於美國肯塔基州中部偏東的一個縣。面積606平方公里。根據美國2000年人口普查，共有人口14,792人。縣治蘭開斯特 （Lancaster）。
成立於1796年12月21日。縣名紀念第二任州長詹姆斯·加勒德。